# 748 (numero)
Settecentoquarantotto (748) è il numero naturale dopo il 747 e prima del 749.

## Proprietà matematiche
- È un numero pari.
- È un numero composto, con 12 divisori: 1, 2, 4, 11, 17, 22, 34, 44, 68, 187, 374, 748. Poiché la somma dei suoi divisori (escluso il numero stesso) è 764 > 748, è un numero abbondante.
- È un numero semiperfetto in quanto pari alla somma di alcuni (o tutti) i suoi divisori.
- È un numero intoccabile.
- È un numero felice.
- È un numero palindromo e un numero a cifra ripetuta nel sistema di numerazione posizionale a base 33 (MM).
- È parte delle terne pitagoriche (195, 748, 773), (336, 748, 820), (352, 660, 748), (561, 748, 935), (748, 1035, 1277), (748, 1989, 2125), (748, 3135, 3223), (748, 4080, 4148), (748, 6336, 6380), (748, 8211, 8245), (748, 12705, 12727), (748, 34965, 34973), (748, 69936, 69940), (748, 139875, 139877).
- È un numero malvagio.
- È un numero nontotiente (per cui la equazione φ(x) = n non ha soluzione).

## Astronomia
- 748 Simeïsa è un asteroide della fascia principale del sistema solare.
- NGC 748 è una galassia spirale della costellazione della Balena.

## Astronautica
- Cosmos 748 è un satellite artificiale russo.